# Thebes
Thebes és una vila dels Estats Units a l'estat d'Illinois. Segons el cens del 2000 tenia 478 habitants.

## Demografia
Segons el cens del 2000, Thebes tenia 478 habitants, 171 habitatges, i 129 famílies. La densitat de població era de 102,5 habitants/km².
Dels 171 habitatges en un 42,7% hi vivien nens de menys de 18 anys, en un 56,1% hi vivien parelles casades, en un 17% dones solteres, i en un 24% no eren unitats familiars. En el 21,6% dels habitatges hi vivien persones soles l'11,1% de les quals corresponia a persones de 65 anys o més que vivien soles. El nombre mitjà de persones vivint en cada habitatge era de 2,8 i el nombre mitjà de persones que vivien en cada família era de 3,31.
Per edats la població es repartia de la següent manera: un 34,3% tenia menys de 18 anys, un 9,4% entre 18 i 24, un 25,5% entre 25 i 44, un 20,1% de 45 a 60 i un 10,7% 65 anys o més.
L'edat mediana era de 30 anys. Per cada 100 dones de 18 o més anys hi havia 85,8 homes.
La renda mediana per habitatge era de 20.250 $ i la renda mediana per família de 26.786 $. Els homes tenien una renda mediana de 28.750 $ mentre que les dones 15.000 $. La renda per capita de la població era d'11.262 $. Aproximadament el 29,2% de les famílies i el 31,7% de la població estaven per davall del llindar de pobresa.

## Poblacions properes
El següent diagrama mostra les poblacions més properes.